# Daniel Vrdlovec
Daniel Vrdlovec (* 13. dubna 1989) je bývalý český hokejový útočník, který odehrál v první lize přes 600 utkání.
Svou kariéru začínal v dresu vsetínského dorostu, za který nastupoval od sezóny 2004/2005. Po třech sezónách, během nichž přešel do místního juniorského výběru, přešel před sezónou 2007/2008 do Olomouce. Zde nastupoval jak za juniory, tak také v první lize, kterou místní mužstvo v této době hrálo. Po sezóně přešel do juniorského výběru pražské Slavie. V další sezóně – 2009/2010 – hrál za HC Rebel Havlíčkův Brod a 17 utkání sehrál za druholigový Spartak Pelhřimov. Následující ročník odehrál za HC Nový Jičín a k tomu přidal čtyři zápasy v základní části a osm v playoff za Salith Šumperk. Celou sezónu 2011/2012 již strávil v šumperském dresu. Během sezóny 2012/2013 odehrál utkání jak za extraligovou Slavii, tak za prvoligový Šumperk. Po několika sezónách se střídavými starty hrál od ročníku 2018/2019 výhradně za prvoligové kluby, konkrétně za HC Ústí nad Labem, HC Slavia Praha, HC Energie Karlovy Vary, HC Frýdek-Místek a HC Baník Sokolov, kde v roce 2024 ukončil hráčskou kariéru. Ještě jako aktivní hokejista působil také jako sportovní agent.
Několikrát také nastoupil za mládežnické hokejové reprezentace České republiky, a sice do šestnácti, do sedmnácti i do osmnácti let.

## Hráčská kariéra
- 2004/2005 HC Vsetín – dor. (E)
- 2005/2006 HC Vsetín – jun. (E)
- 2006/2007 HC Vsetín – jun. (E)
- 2007/2008 HC Olomouc (1. liga), HC Olomouc – jun. (E)
- 2008/2009 HC Slavia Praha – jun. (E)
- 2009/2010 HC Rebel Havlíčkův Brod (1. liga), HC Spartak Pelhřimov (2. liga)
- 2010/2011 HC Nový Jičín (2. liga), Salith Šumperk (2. liga)
- 2011/2012 Salith Šumperk (1. liga)
- 2012/2013 HC Slavia Praha (E), Salith Šumperk (1. liga)
- 2013/2014 HC Slavia Praha (E), HC Medvědi Beroun 1933 (1. liga)
- 2014/2015 HC Slavia Praha (E), Salith Šumperk (1. liga)
- 2015/2016 Salith Šumperk
- 2016/2017 HC Slovan Ústí nad Labem (1. liga)
- 2017/2018 HC Slovan Ústí nad Labem (1. liga), BK Mladá Boleslav (E), HC Energie Karlovy Vary (1. liga)
- 2018/2019 HC Slovan Ústí nad Labem, HC Slavia Praha (1. liga)
- 2019/2020 HC Slavia Praha
- 2020/2021 HC Slavia Praha, HC Slovan Ústí nad Labem
- 2021/2022 HC Slovan Ústí nad Labem
- 2022/2023 HC Frýdek-Místek (1. liga)
- 2023/2024 HC Baník Sokolov (1. liga)